# Starzowo
Starzowo – położona na wysokości około 830 m polana w masywie Dzwonkówki w Paśmie Radziejowej w Beskidzie Sądeckim. Znajduje się na grzbiecie między szczytem Dzwonkówki a przełęczą Siodełko (782 m), bliżej tej ostatniej.
Przez Starzowo przebiega Główny Szlak Beskidzki. Polanka składa się z dwóch części; wąskiej polanki grzbietowej, którą biegnie GSB, oraz oddzielonej wąskim pasmem lasu i szlabanem większej polanki, na której jest sezonowy domek. Polanka jest własnością prywatną i znajduje się w granicach Krościenka nad Dunajcem w województwie małopolskim, w powiecie nowotarskim.
Polany i hale w Beskidzie Sadeckim w okresie przeludnienia wsi w Galicji Zachodniej, a także podczas 20-lecia międzywojennego, były intensywnie wykorzystywane do wypasu, a niektóre również były koszone. Po II wojnie światowej ich eksploatacja stawała się nieopłacalna i zaczęły samorzutnie zarastać lasem, a polany przejęte przez Lasy Państwowe były zalesiane. Obecnie po wielu z nich pozostały już tylko nazwy na mapach, stąd też nieliczne, które jeszcze się zachowały, stanowią dla turystów ważne punkty orientacyjne i punkty widokowe.

## Piesze szlaki turystyczne
Główny Szlak Beskidzki na odcinku Krościenko nad Dunajcem – Siodełko – Starzowo – Dzwonkówka. Odległość 4,9 km, czas przejścia 2:10 godz., suma podejść 550 m